# غيليس غروندين
غيليس غروندين هو سياسي كندي، ولد في 3 فبراير 1943 في شاوينيغان في كندا، وتوفي في 18 يوليو 2005 بسبب سرطان. نشط حزبياً في الحزب الليبرالي الكندي. وقد انتخب عمدة Shawinigan-Sud ‏ وانتخب عضو مجلس العموم الكندي.

## خبراته السابقة
ولد في شاوينيجان سود ، كيبيك. التحق بمدرسة Saint-Georges و Séminaire Sainte-Marie ، حيث عمل في النهاية كأمين مكتبة ، وعمل عميدًا للرجال في CEGEP المحلي. حصل على بكالوريوس علوم المكتبات (BScLib) من جامعة مونتريال.

## السياسة المحلية
شغل جروندين منصب عمدة شاوينيجان سود من عام 1977 إلى عام 1985. لم يرشح نفسه لإعادة انتخابه عام 1985 وخلفه كلود بينارد.